# Publius Mummius Sisenna Rutilianus

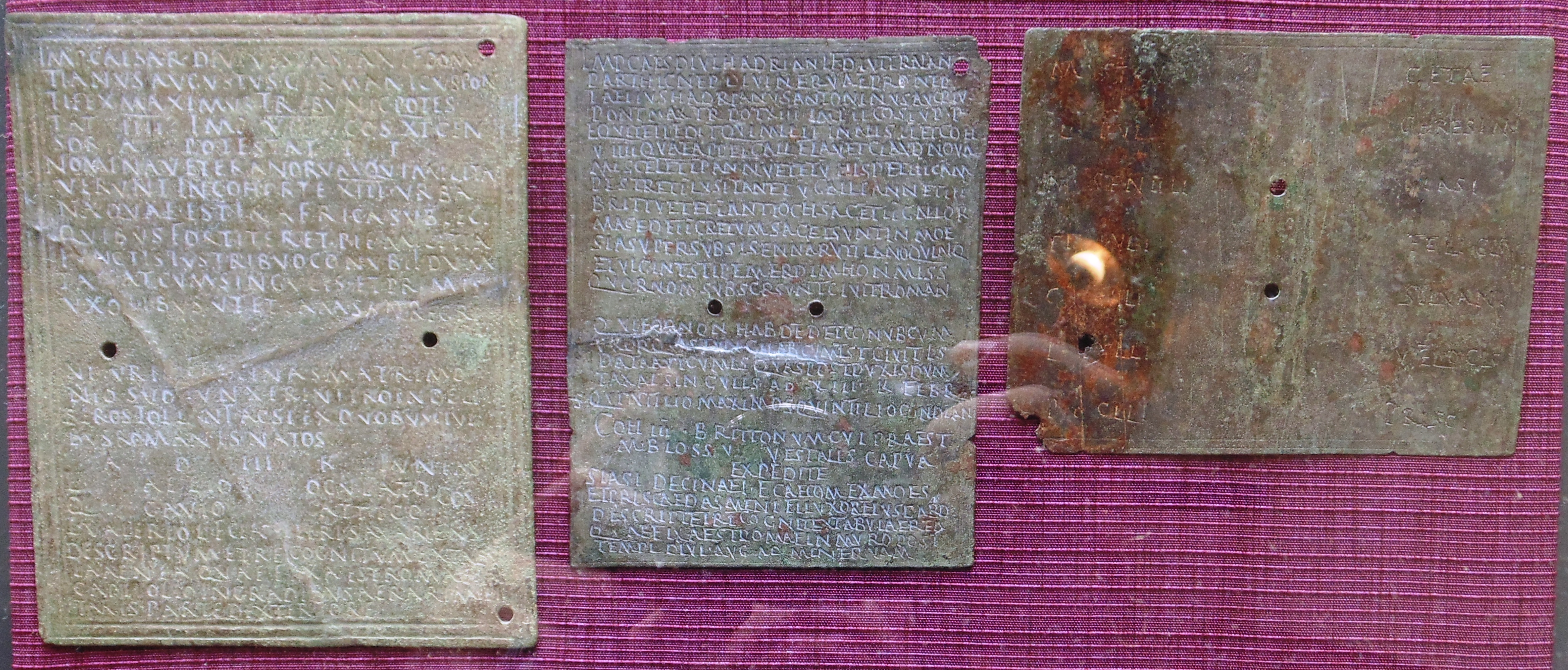
Das Militärdiplom ist das Diplom in der Mitte

Publius Mummius Sisenna Rutilianus war ein römischer Politiker, der im 2. Jahrhundert nach Christus lebte.
Er war verwandt mit Publius Mummius Sisenna, der im Jahre 133 n. Chr. als ordentlicher Konsul amtierte, und war wohl entweder sein Neffe oder sein Sohn. Nach einer Ehreninschrift aus Tibur begann er seine Laufbahn als Decemvir Stlitibus Iudicandis und war dann in der Provinz Moesia inferior Tribun der Legio V Macedonica. Anschließend absolvierte er die vorgeschriebene senatorische Ämterlaufbahn (cursus honorum) und wurde nacheinander Quästor, Volkstribun und Prätor. Nach dem Durchlaufen dieser Ämter wurde er als Legat (Legionskommandeur) der Legio VI Victrix in die Provinz Britannia entsandt. Anschließend kehrte er nach Rom zurück und wurde zum Praefectus aerarii Saturni, also zum Beauftragten für den Staatsschatz (Aerarium), ernannt. Für das Jahr 146 war er einer der Suffektkonsuln. Anschließend amtierte er noch als Praefectus alimentorum per Aemiliam. Noch vor 150 n. Chr. wurde er Statthalter (Legatus Augusti pro praetore) in der Provinz Moesia superior; er ist durch zwei Militärdiplome, die auf den 20. Januar 151 datiert sind, für das Jahr 151 als Statthalter belegt. Um 162/163 wurde er Statthalter (Prokonsul) der Provinz Asia.
Der Dichter und Satiriker Lukian von Samosata verspottete ihn seiner Hinwendung zum Magier und Orakelinterpreten Alexander von Abonuteichos wegen. So soll er aus Verehrung Alexanders dessen Tochter geheiratet haben und den Kaiser dazu gebracht haben, Abonuteichos den Beinamen „Ionopolis“ zu verleihen. Lukian zufolge starb Mummius etwa 70-jährig.